# Фрейзър (сериал)
„Фрейзър“ (на английски: Frasier) е американски ситком, създаден от сценаристите Дейвид Ейнджъл, Питър Кейси и Дейвид Лий. Продукцията е продължение на популярния телевизионен сериал „Бар Наздраве“ и е носител на рекордните 37 награди Еми в рамките на единадесет години. Главните роли се изпълняват от актьорите Келси Гремър, Джейн Лийвс, Дейвид Хайд Пиърс, Пери Гиплин и Джон Махони. Първият епизод на Фрейзър е излъчен на 16 септември 1993 по телевизия NBC.

## Основна идея
Сериалът залага на интелектуалния и премерен хумор, което го отличава от типичните американски ситуационни комедии. Доктор Фрейзър Крейн е известен психиатър от Сиатъл, който води свое предаване по една от местните радиостанции. Той е разведен със съпругата си, от която има син на име Фредерик. Фрейзър живее с баща си Мартин Крейн, който е бивш полицай и не може да живее самостоятелно заради инцидент по време на служба. Чест посетител в дома им е братът на Фрейзър, Найлс Крейн, който също е психиатър. Дафне Муун е принципната и консервативна английска гледачка и медицинска сестра на Мартин. Найлс изпитва скрити романтични чувства към нея, около които се върти една от основните сюжетни линии в сериала.

## Актьорски състав

### Основен състав
- Келси Грамър в ролята на Фрейзър Крейн
- Джейн Лийвс в ролята на Дафни Муун
- Дейвид Хайд Пиърс в ролята на Найлс Крейн
- Пери Гиплин в ролята на Роуз Дойл (първото име на героинята всъщност е Роз, но при излъчването на сериала в България то е преведено като Роуз и се утвърдило по този начин)
- Джон Махоуни в ролята на Мартин Крейн
- Кучето Муус и синът му Енцо в ролята на териера Еди

### Гостуващи актьори
- Дан Бътлър в ролята на Боб „Булдога“ Брискоу
- Едуард Хибърт в ролята на Джил Честъртън
- Биби Нюуърт в ролята на Лилит Стърнин
- Тревър Айнборн в ролята на Фредерик Крейн
- Том Макгауан в ролята на Кени Дейли
- Патрик Кър в ролята на Ноел Шемпски
- Хариет Сенсъм Харис в ролята на Биби Глейзър
- Марша Мейсън в ролята на Шери Демпси
- Сол Рубинек в ролята на Дони Дъглас
- Джейн Адамс в ролята на Мел Карнофски
- Милисънт Мартин в ролята на Гертруд Муун
- Брайън Кокс в ролята на Хари Муун
- Антъни Лапаля в ролята на Саймън Муун
- Брайън Стоукс Мичъл в ролята на Кем Уинстън
- Уенди Малик в ролята на Рене Лорънс

## Награди
- Списък с награди, спечелени от Фрейзър:

| Награда       | Година                        | Категория |
| ------------- | ----------------------------- | --- |
| Награди Еми   | 1994, 1995, 1996, 1997 и 1998 | Най-добър комедиен сериал |
| Награди Еми   | 1994, 1995, 1998 и 2004       | Най-добър актьор, изпълняващ главна роля в комедиен сериал (Келси Гремър)                                                                               |
| Награди Еми   | 1995, 1998, 1999 и 2004       | Най-добър поддържащ актьор в комедиен сериал (Дейвид Хайд Пиърс)                                                                                        |
| Награди Еми   | 2000 и 2001                   | Най-добра гостуваща актриса в комедиен сериал (Джийн Смарт)                                                                                             |
| Награди Еми   | 2004                          | Най-добра гостуваща актриса в комедиен сериал (Лора Лийни)                                                                                              |
| Награди Еми   | 2001                          | Най-добър гостуващ актьор в комедиен сериал (Дерек Джейкъби)                                                                                            |
| Награди Еми   | 2002                          | Най-добър гостуващ актьор в комедиен сериал (Антъни Лапаля)                                                                                             |
| Награди Еми   | 1994                          | Най-добра режисура на комедиен сериал (Джеймс Бъроуз)                                                                                                   |
| Награди Еми   | 1995 и 1997                   | Най-добра режисура на комедиен сериал (Дейвид Лий)) |
| Награди Еми   | 1994                          | Най-добър сценарий на комедиен сериал (Дейвид Ейнджъл, Питър Кейси и Дейвид Лий)                                                                        |
| Награди Еми   | 1995                          | Най-добър сценарий на комедиен сериал (Чък Ренбърг и Ан Флет-Джордано)                                                                                  |
| Награди Еми   | 1996                          | Най-добър сценарий на комедиен сериал (Джо Кийнън, Кристофър Лойд, Роб Грийнбърг, Джак Бърдит, Чък Ренбърг, Ан Флет-Джордано, Линда Морис и Вик Роузио) |
| Награди Еми   | 1999                          | Най-добър сценарий на комедиен сериал (Джей Коугън) |
| Награди Еми   | 1999                          | Най-добър сценарий на комедиен сериал (Джей Коугън) |
| Награди Еми   | 1994, 1996, 1998 и 1999       | Най-добър монтаж (Рон Волк) |
| Награди Еми   | 2001, 2002, 2003 и 2004       | Най-добър монтаж (Рон Волк и Скот Мейсано) |
| Награди Еми   | 1996, 2002 и 2004             | Най-добра обработка на звука |
| Награди Еми   | 2004                          | Най-добро артистично оформление |
| Златен глобус | 1995                          | Най-добър комедиен сериал / мюзикъл |
| Златен глобус | 1996 и 2001                   | Най-добро изпълнение на актьор в комедиен сериал / мюзикъл (Келси Гремър)                                                                               |

## „Фрейзър“ в България
В България сериалът започва излъчване на 19 юли 2004 г. по Нова телевизия, всеки делник от 19:00. Излъчени са първите няколко сезона. Ролите се озвучават от артистите Силвия Русинова, Силвия Лулчева, Васил Бинев, Борис Чернев и Здравко Методиев.
По-късно започва наново по TV7, където се излъчват и останалите сезони. Ролите се озвучават от артистите Василка Сугарева, Елена Бойчева, Георги Тодоров, Мариан Бачев и Петър Върбанов.